# Спартанберг (округ)
Округ Спартанберг (англ. Spartanburg County) располагается в штате Южная Каролина, США. Официально образован в 1785 году. По состоянию на 2013 год, численность населения составляла 290 969 человек.

## География
По данным Бюро переписи США, общая площадь округа равняется 2121,212 км2, из которых 2100,492 км2 суша и 20,720 км2 или 1,000 % это водоёмы.

## Население
По данным переписи населения 2010 года в округе проживает 284 307 жителей в составе 97 735 домашних хозяйств и 69 294 семей. Плотность населения составляет 121,00 человек на км2. На территории округа насчитывается 106 986 жилых строений, при плотности застройки около 51,00-го строения на км2. Расовый состав населения: белые — 72,30 %, афроамериканцы — 20,60 %, коренные американцы (индейцы) — 0,00 %, азиаты — 2,00 %, гавайцы — 0,00 %, представители других рас — 3,10 %, представители двух или более рас — 1,70 %. Испаноязычные составляли 5,90 % населения независимо от расы.
В составе 32,20 % из общего числа домашних хозяйств проживают дети в возрасте до 18 лет, 52,80 % домашних хозяйств представляют собой супружеские пары проживающие вместе, 13,80 % домашних хозяйств представляют собой одиноких женщин без супруга, 29,10 % домашних хозяйств не имеют отношения к семьям, 24,80 % домашних хозяйств состоят из одного человека, 9,20 % домашних хозяйств состоят из престарелых (65 лет и старше), проживающих в одиночестве. Средний размер домашнего хозяйства составляет 2,52 человека, и средний размер семьи 3,01 человека.
Возрастной состав округа: 24,80 % моложе 18 лет, 9,20 % от 18 до 24, 29,90 % от 25 до 44, 23,60 % от 45 до 64 и 23,60 % от 65 и старше. Средний возраст жителя округа 36 лет. На каждые 100 женщин приходится 94,50 мужчин. На каждые 100 женщин старше 18 лет приходится 91,30 мужчин.
Средний доход на домохозяйство в округе составлял 37 579 USD, на семью — 45 349 USD. Среднестатистический заработок мужчины был 33 002 USD против 23 911 USD для женщины. Доход на душу населения составлял 18 738 USD. Около 9,20 % семей и 12,30 % общего населения находились ниже черты бедности, в том числе — 15,00 % молодежи (тех, кому ещё не исполнилось 18 лет) и 13,30 % тех, кому было уже больше 65 лет.